# Deutsche Cadre-45/2-Meisterschaft 1933

Veranstaltungsort: Frankfurt am Main

Die Deutsche Cadre-45/2-Meisterschaft 1933 war eine Billard-Turnierserie und fand vom 8. bis zum 11. Februar 1933 in Frankfurt am Main zum 15. Mal statt.

## Geschichte
Da Seriensieger Albert Poensgen eine Partie gegen Ludwig Meyer mit 176:400 in 10 bzw. 11 Aufnahmen verlor und gegen Walter Joachim mit 400:339 in 28 Aufnahmen gewann, wurde nach Ende der Meisterschaft durch Matchpunkgleichheit (12:2) eine Stichpartie nötig. Hier setzte sich der Altmeister deutlich mit 400:212 in 16/15 Aufnahmen durch und wurde zum 13. Mal Deutscher Meister im Cadre 45/2. Auch neue deutsche Rekorde wurden wieder erzielt. Poensgen steigerte den besten Einzeldurchschnitt (BED) auf 50,00 und Ludwig Meyer, der am Ende Platz drei belegte, die Höchstserie (HS) auf 234.

## Turniermodus
Das ganze Turnier wurde im Round-Robin-System bis 400 Punkte ohne Nachstoß gespielt. Bei MP-Gleichstand wurde in folgender Reihenfolge gewertet, außer es ging um den Titel. Dann wurde eine Stichpartie gespielt.
1. MP = Matchpunkte
2. GD = Generaldurchschnitt
3. HS = Höchstserie

## Abschlusstabelle
| MP    | Match Points (Sieger = 2; Unentschieden = 1; Verlierer = 0) |
| Pkte. | Erzielte Karambolagen                                       |
| Aufn. | Benötigte Versuche                                          |
| GD    | Generaldurchschnitt                                         |
| BED   | Bester Einzeldurchschnitt eines Spielers                    |
| HS    | Höchstserie                                                 |
|       | Bester GD des Turniers                                      |
|       | Bester ED des Turniers                                      |
|       | Beste HS des Turniers                                       |
|       | 1. Platz (Gold)                                             |
|       | 2. Platz (Silber)                                           |
|       | 3. Platz (Bronze)                                           |

| Klassement vor der Stichpartie               | Klassement vor der Stichpartie | Klassement vor der Stichpartie | Klassement vor der Stichpartie | Klassement vor der Stichpartie | Klassement vor der Stichpartie | Klassement vor der Stichpartie | Klassement vor der Stichpartie |
| Platz                                        | Name                           | MP                             | Pkte.                          | Aufn.                          | GD                             | BED                            | HS                             |
| -------------------------------------------- | ------------------------------ | ------------------------------ | ------------------------------ | ------------------------------ | ------------------------------ | ------------------------------ | ------------------------------ |
| 1                                            | Albert Poensgen (Berlin)       | 12:2                           | 2576                           | 111                            | 23,20                          | 50,00                          | 210                            |
| 2                                            | Walter Joachim (Berlin)        | 12:2                           | 2739                           | 136                            | 20,13                          | 26,66                          | 137                            |
| 3                                            | Ludwig Meyer (Hamburg-Altona)  | 10:4                           | 2545                           | 111                            | 22,92                          | 44,44                          | 234                            |
| 4                                            | Carl Foerster (Aachen)         | 10:4                           | 2622                           | 153                            | 17,13                          | 21,05                          | 97                             |
| 5                                            | Albert Herbing (Hannover)      | 6:8                            | 1903                           | 180                            | 10,57                          | 14,28                          | 120                            |
| 6                                            | Otto Unshelm (Remscheid)       | 2:12                           | 1944                           | 181                            | 10,74                          | 11,42                          | 79                             |
| 7                                            | Karl Kredel (Köln)             | 2:12                           | 1728                           | 166                            | 10,40                          | 10,52                          | 61                             |
| 8                                            | Roland Jeitter (Frankfurt)     | 2:12                           | 1660                           | 188                            | 8,82                           | 8,69                           | 61                             |
| Turnierdurchschnitt: 14,45                   |                                |                                |                                |                                |                                |                                |                                |
| -                                            | Stichpartie                    |                                |                                |                                |                                |                                |                                |
| -                                            | Albert Poensgen (Berlin)       | 2:0                            | 400                            | 16                             | 25,00                          | 25,00                          | 84                             |
| -                                            | Walter Joachim (Berlin)        | 0:2                            | 212                            | 15                             | 14,13                          | –                              | 60                             |
| -                                            | nach Stichpartie               |                                |                                |                                |                                |                                |                                |
| 1                                            | Albert Poensgen (Berlin)       | 14:2                           | 2976                           | 127                            | 23,43                          | 50,00                          | 210                            |
| 2                                            | Walter Joachim (Berlin)        | 12:4                           | 2951                           | 151                            | 19,54                          | 26,66                          | 137                            |
| Turnierdurchschnitt: 14,58 (mit Stichpartie) |                                |                                |                                |                                |                                |                                |                                |